# 生存権
生存権（せいぞんけん）とは、国民は誰でも、人間的な生活を送ることができる権利を指す。

## 国際条約
国際条約における生存権に関する規定は世界人権宣言前文、国際人権規約（A規約）第9条及び第11条、(B規約）第6条、欧州連合基本権憲章第34条などにみられる。

### 国際人権規約
国際人権規約（A規約）は1966年に国連総会で採択された。

### 欧州連合基本権憲章
欧州連合基本権憲章は2000年に採択された。

### 欧州人権条約
欧州人権条約では第2条に規定されており自由権に分類され、加盟国に対して主権下にある市民の生命を保護するため立法、司法、行政における措置をとる積極的な保護義務を定めている。
欧州人権条約2条1項による保護は生存しているすべての人を対象とする。出生前の生命が欧州人権条約2条1項の適用範囲に含まれるかについて国内法との抵触が生じる可能性があるため、 欧州人権裁判所は生命開始時点の定義を加盟国が評価裁量で定めることを認めている。
また、欧州人権条約2条1項1文は死刑執行に関して特別の制限を定めている（第13付帯議定書 (死刑の絶対的禁止) の批准国では死刑は廃止されている）。

## 日本

### 大日本帝国憲法（明治憲法）
大日本帝国憲法（明治憲法）にはこの種の社会権規定は存在せず、生存配慮はもっぱら行政政策に委ねられていた。なお、法概念としては生存権は明治憲法下でアントン・メンガーの生存権理論が導入されている。

### 日本国憲法
日本国憲法は生存権について第25条に規定を置いている。
生存権保障は、GHQ草案にはなかったが、社会政策学者出身の衆議院議員・森戸辰男による発案で、第25条として盛り込んだ。

#### 体系的位置
日本国憲法制定当時の憲法学説はドイツのゲオルグ・イェリネックの公権論の影響を受けて、憲法25条で保障する権利について「受益権」や「国務要求権」として分類していた。しかし、その後、学説では、憲法25条から憲法28条までの権利を「社会権」などの表現で一括して捉え、伝統的な自由権と区別するとともに他方で受益権や国務請求権とも区別されるようになった。

#### 憲法25条の法的性格
憲法第25条の法的性格について、従来の学説には、プログラム規定説、抽象的権利説、具体的権利説がみられる。
- プログラム規定説
  - プログラム規定説とは、憲法25条の規定は裁判上請求できる具体的権利を国民に与えたものではなく、国に対してそれを立法によって具体化する政治的・道徳的義務を課したものであるとする学説である[10]。
  - プログラム規定説の論拠としては、1.日本国憲法が予定する経済体制は資本主義体制であり個人による生活維持がまず期待されており社会主義体制における権利の性格とは根本的に異なるものであること、2.国への請求を具体的に認めるためには憲法第17条のように憲法上その趣旨が明確にされていなければならないが憲法は生存権保障の方法や手続などについて具体的な規定を有していないこと、3.生存権の具体的実現には予算を必ず伴うが予算配分は国の財政政策の問題として政府の裁量に委ねられていることなどが挙げられている[11]。
  - プログラム規定の考え方はヴァイマル憲法下のドイツの理論の下に形成されたものである[11]。しかし、憲法25条についてのプログラム規定説は、自由権的側面については国に対してのみならず私人間においても裁判規範としての法的効力を認めており、請求権的側面についても憲法第25条が下位にある法律の解釈上の基準となることを認めている[11][12]。したがって、文字通りのプログラム規定ではなく、このような用語を使用することは議論を混乱させ問題点を不明瞭にさせるもので適当でないという指摘がある[13]。
- 抽象的権利説
  - 抽象的権利説とは、法的権利性を否定するプログラム規定説を批判し、国民は国に対して健康で文化的な最低限度の生活を営むため、立法その他国政の上で必要な措置を講ずるよう求める抽象的権利を有するとする学説である[11][14]。
  - 抽象的権利説では、憲法第25条を具体化する法律が存在しているときにはその法律に基づく訴訟において憲法第25条違反を主張することができるとしつつ、立法または行政権の不作為の違憲性を憲法第25条を根拠に争うことまでは認められないとする[15]。
  - 抽象的権利説については、生存権を具体化する法律が存在していて、その行政処分の合憲性を争う場合を念頭において形成された理論であるため、併給制限のように法律の合憲性そのものを争いうるか明確でないという批判がある[16]。また、立法不作為の違憲性を憲法第25条を根拠に争うことまでは認められないとしている点についても、国家賠償請求訴訟などでは立法不作為を争いうるとされており妥当でないという批判がある[16]。
- 具体的権利説
  - 具体的権利説とは、憲法第25条を具体化する法律が存在しない場合でも、国の不作為に対しては違憲確認訴訟を提起できるとする学説である[15][17][18]。
  - 具体的権利説の見解は生存権の権利性に大きく寄与したが、具体的権利説による立法不作為違憲訴訟について多数説はむしろ批判的とされる[16]。その理由としては、立法の不作為がどの程度に至れば違憲となるかという問題や提訴権者の範囲の問題があるほか、特定の内容の立法を議会に直接義務づけることは日本国憲法第41条との関係で立法権侵害となるおそれがあり、違憲の確認にとどまるとすればどのような法的意味をもつのかといった問題点が指摘されている[19]。
- 憲法第25条の法的性格について、プログラム規定説、抽象的権利説、具体的権利説という従来の学説の分類はもはや維持できなくなってきているとされ、いかなる訴訟類型にいかなる違憲審査基準を適用して裁判規範性を認めるかという議論の必要性が論じられている。

##### 生存権理念の探究
- 尾形健によれば、憲法学説は、生存権ないし社会権保障の理論的意義を追求する作業をおこなってきたという。[20]。
- 戦後初期には生存権的基本権が、国家と国民が結合し、国民一人一人の文化的発展は国家の文化的向上になり、国家の文化的発展は国民一人一人の文化的向上になるという国家を一つの協同体としてみる考え方が生まれた[21]。
- 上記に対立するものとして社会権論があり国家からの視点で個人の自由と生存の保障を図る「上からの社会権論」と、「自由権」と「社会権」の異質性の強調とし、さらにフランス社会権論等の精緻な研究を踏まえつつ、社会権規定を労働者を中心とする利害関係者の個人的・集団的自由を軸とした「下からの社会権論」がある[22]。
- 近年では「生存権は、何等かの事情で自律権を全うできない状況に置かれた場合に、再び自律的存在たりうるよう物的環境的に社会として手助けをするという趣旨のもの」と解されており、人の自律的・主体的生の尊重にとって生存権保障が意味を有することが指摘されている[23]。
- 個人の自律を重視する立場に対する批判として、社会権の意義を「他者の助けがないと生きていけない者に、保護を与えず自立を強制し、排除しようする権力に対し抵抗する」という点に見出そうとするものがある[24]。

#### 憲法25条に関する判例
食管法違反事件
食糧管理法違反事件で、最高裁は憲法第25条第1項について「すべての国民が健康で文化的な最低限度の生活を営み得るよう国政を運営すべきことを国家の責務として宣言したものである。」としつつ、「国家は、国民一般に対して概括的にかかる責務を負担しこれを国政上の任務としたのであるけれども、個々の国民に対して具体的、現実的にかかる義務を有するのではない。言い換えれば、この規定により直接に個々の国民は、国家に対して具体的、現実的にかかる権利を有するものではない。」と判示し（最大判昭和23・9・29刑集第2巻10号1235頁）、生存権の請求権的側面について具体的権利性を否定した。
この事案については闇米の購入や運搬に対する国家の刑罰権の介入の排除を求めたもので、生存権の自由権的効果のみを問題にすれば足り生存権の法的性格を問題とするのに適切ではなかったという指摘やそもそも憲法第25条ではなく経済活動の自由の問題として処理すべき事案であったという指摘がある。
朝日訴訟
朝日訴訟で最高裁は、生活保護の処分に関する裁決の取消訴訟は被保護者の死亡により当然終了するとした上で、「念のため」と前置きをして、食管法違反事件判決と同じく憲法第25条第1項について「直接個々の国民に対して具体的権利を賦与したものではない」としつつ「何が健康で文化的な最低限度の生活であるかの認定判断は、いちおう、厚生大臣の合目的的な裁量に委されており、その判断は、当不当の問題として政府の政治責任が問われることはあっても、直ちに違法の問題を生ずることはない。ただ、現実の生活条件を無視して著しく低い基準を設定する等憲法および生活保護法の趣旨・目的に反し、法律によって与えられた裁量権の限界をこえた場合または裁量権を濫用した場合には、違法な行為として司法審査の対象となることをまぬかれない。」と判示し（最大判昭和42・5・24民集第21巻5号1043頁）、行政庁の広い裁量権を認めつつ憲法第25条の裁判規範としての効力を認めた。
堀木訴訟
堀木訴訟で最高裁は、食管法違反事件判決と同じく生存権について具体的権利性を否定した上で、「健康で文化的な最低限度の生活」については「その具体的内容は、その時々における文化の発達の程度、経済的・社会的条件、一般的な国民生活の状況等との相関関係において判断決定されるべきものであるとともに、右規定を現実の立法として具体化するに当たっては、国の財政事情を無視することができず、また、多方面にわたる複雑多様な、しかも高度の専門技術的な考察とそれに基づいた政策的判断を必要とするものである。」とし、「憲法二五条の規定の趣旨にこたえて具体的にどのような立法措置を講ずるかの選択決定は、立法府の広い裁量にゆだねられており、それが著しく合理性を欠き明らかに裁量の逸脱・濫用と見ざるをえないような場合を除き、裁判所が審査判断するのに適しない事柄であるといわなければならない。」と判示した（最判昭和57・7・7民集第36巻7号1235頁）。この判決では、立法権の広い裁量権を認めつつ憲法第25条の裁判規範としての効力を認め、その違憲審査基準として著しく合理性を欠き、明らかに裁量の逸脱・濫用にあたる場合には違憲になるとする明白の原則を採用している。
塩見訴訟
塩見訴訟で最高裁は、国民年金制度は25条2項の趣旨実現のために、国民の生活の安定が損なわれることを防止するために設けられた制度であるとし、障害年金も制度発足時の経過措置の一環として全額国庫負担の無拠出制年金であるため、支給対象の決定については立法府が広範な裁量権を有しているとした（最判平成元・３・２ 集民第156号271頁）。また、自国民を在留外国人よりも優先的に扱うことと考えることも許したため、障害年金の支給対象者から在留外国人を除外することは立法府の裁量権の範囲内であり憲法14条の法の下の平等の不合理な差別にあたらないとして原告の上告を棄却した。
学生無年金訴訟 　
ある大学生が在学中に傷病によって障害を負い、障害基礎年金の給付認定を申請したところ、20歳以上の学生は国民年金に任意加入して税金を納めていない限り障害のある状態になっても、国民年金の被保険者に当たらず、障害基礎年金の給付資格がないとし不支給処分となったことに対し処分の取り消しと国賠訴訟を求めたというもの。最高裁はこれに対し、学生当人や学生の家計の負担を考慮し国民年金制度への加入を一律に義務化するのではなく、任意加入にし20歳以上である学生の意思に委ねるというのは著しく合理性に欠けるとは言えず、加入等に関する区別が合理的理由のない不当な扱いになるとも言えないとして、不支給処分の結論は憲法25条と14条1項に違反するものではないと判断した（最判 平成19・9・28 民集第61巻6号2345頁）。
老齢加算廃止訴訟　
生活保護における70歳以上の高齢者に認められていた老齢加算について廃止し保護基準を3年かけて段階的に減らすという措置をとったことが生活保護法第3条や8条2項の規定に違反するのではないかという訴訟。最高裁はこれに対し老齢加算の対象となる70歳以上の者の受容が収入階層を問わず、60∼69歳の者の需要より少なくなっていたことやこの規定が保護基準自体を減額改定された場合にまで適用されるものではないなどから厚生労働大臣の判断には裁量権の逸脱はなかったと判断し原告の主張を退けた （最判平成24・2・28 民集第66巻3号1240頁）。 老齢加算は年を取ると消化の良い食事や冠婚葬祭などの理由から、最大で月18,000円ほど生活扶助に上乗せすることを認める制度で、これは富裕層と貧困層に区別なく一律に結論付けてしまったことや、国会で実質的審議が開かれなかったまま廃止になってしまったことなどから、当初から批判の多い内容だった
永住外国人生活保護訴訟
永住外国人生活保護訴訟は日本の永住資格を保有している生活保護を受給しないと生活が困難な状況にある中国人女性が生活保護申請をしたところ大分県に生活保護申請を却下されたことに対して、大分県の処分は違法であり憲法第25条の規定に反しているとして起こした訴訟である。最高裁はこれに対し被告人は生活保護の受給対象にあたり生活保護申請を却下したのは違法とした原審判決を全面的に否定する判決を下し（最判平成26・7・18）、外国人に生活保護は適用されないという姿勢を示した。旧生活保護法では「国民」の定義範囲が明確に定められていなかったが、現行の生活保護法では適用の対象が「国民」と明確に規定されているが、ここでいう「国民」には外国人が含まれていないと考えられている。
いのちのとりで裁判
2013年8月から2015年4月にかけて3段階で、大半の生活保護受給世帯（96％）を対象に、生活保護費のうち一般生活費に相当する生活扶助基準が平均6・5％、最大10％引き下げられた。前代未聞の大規模な引き下げで、2018年5月にはついに、各地の原告数は1000人を超えた。現在は29の地方裁判所で、下は20代から上は90代まで、文字どおり老若男女、1022人（2018年10月11日時点）の人たちが提訴に至っている。

#### 生存権の具体化
憲法第25条に定める生存権の具体化として次のような立法がある。
- 公的扶助
  - 生活保護法
- 社会保険
  - 国民健康保険法
  - 厚生年金保険法
  - 労働者災害補償法
  - 失業保険法
- 公的年金制度
  - 国民年金法
  - 厚生年金保険法
  - 国家公務員共済組合法
- 社会福祉
  - 児童福祉法
  - 老人福祉法
  - 障害者基本法
- 公衆衛生
  - 地域保健法
- 環境保全
  - 環境基本法

## 諸外国における生存権規定
出典:

### フランス『フランス共和国憲法』₋ 1946年憲法 前文11項
```
国は、すべての人、特に、児童、母親及び年老いた労働者に対し保険、物質的保証、休息及び余暇を保証する。人は誰でも、その年齢、肉体的若しくは精神的状態、経済的事情のために労働することのできないことが分かったとき、国家又は公共団体に対して、相当な生活の手段を求める権利を有する。※なお、1958年憲法前文に、「フランス人民は、1946年憲法の前文により確認され補足された1798年の 権利宣言によって定められたような人間の諸権利に及び国民主権の諸原理に対するその愛着を厳粛に宣 言する。」と規定されている。
```

※ 欧州連合基本権憲章（リスボン条約により法的拘束力を付与）を批准

### イタリア『イタリア 共和国憲法』₋ 第38条
```
労働の能力がなく、生活に必要な手段を持たないすべての市民は、社会的な扶養及び補助を受ける権利を有する。労働者は、災害、疾病及び年齢、その意に反する失職の場合に、生活の要求に応ずる手段が配慮され、且つ保障される権利を有する。
```

※ 欧州連合基本権憲章を批准

### スペイン『スペイン憲法』
第39条　
1. 公権力は、家族の社会的、経済的及び法的保護を保障する。
2. 同様に、公権力は、親子関係にかかわりなく法の下での平等な子に対する完全な保護を保障し、民事身分のいかんを問わず母の完全な保護を保障する。父子関係の調査は、法律により、これを行うことができる。
3. 親は、嫡出たると非嫡出たるとを問わず、子が未成年の間、及び法律の定めるその他の場合において、子に対してあらゆる種類の支援を行わなければならない。
4. 児童は、その権利に配慮する国際協定に定められた保護を享受する。

第40条
1. 公権力は、経済安定政策の範囲内で、社会的及び経済的進歩のため、並びに地域的及び個人的所得の最も公平な配分のために好都合な条件を整備する。公権力は、とくに完全雇用を目的とする政策を遂行しなければならない。
2. 同様に、公権力は、職業訓練及び職業再訓練を保障する政策を促進する。また、公権力は、労働における安全及び衛生に配慮し、並びに労働日の制限、定期的有給休暇、及び適切な施設の促進を通じて、必要な休息を保障する。

第41条
公権力は、全ての市民に対し、困窮状態、とりわけ失業の場合において、十分な社会的扶助及び社会的給付を保障するため、公的な社会保障制度を維持する。補足的な扶助及び給付は、自由である。
第42条
国は、在外のスペイン人労働者の経済的及び社会的権利の保護に特に配慮し、かつその帰国政策を推進するものとする。
第43条
1. 健康の保護に対する権利は、これを認める。
2. 予防措置並びに必要な給付及びサービスを通じて公衆衛生を組織化し及び管理することは、公権力の機能である。これに関するすべての人の権利及び義務は、法律でこれを定める。
3. 公権力は、健康教育、体育及びスポーツを奨励する。同様に、公権力は、余暇の適切な利用を促進する。

※ 欧州連合基本権憲章を批准